# Prawo i Jake Wade
Prawo i Jake Wade lub Szeryf Jake Wade (ang. The Law and Jake Wade) – amerykański western z 1958 roku napisany przez Williama Bowersa oraz wyreżyserowany przez Johna Sturgesa. Wyprodukowany przez Metro-Goldwyn-Mayer.
Premiera filmu miała miejsce 6 czerwca 1958 roku w Stanach Zjednoczonych.

## Fabuła
Przywódca gangu napadającego na banki, Clint Hollister (Richard Widmark), zaczyna terroryzować dawnego kompana a obecnego szeryfa miasteczka na Dzikim Zachodzie, któremu rzekomo udało się ukryć łupy pochodzące z dokonanego przed laty skoku. Gang porywa szeryfa, Jake’a Wade'a (Robert Taylor), po czym próbuje zmusić go do wyjawienia miejsca ukrycia pieniędzy.

## Obsada
- Robert Taylor jako Jake Wade
- Richard Widmark jako Clint Hollister
- Patricia Owens jako Peggy
- Robert Middleton jako Ortero
- Henry Silva jako Rennie
- DeForest Kelley jako Wexler (wymieniony jako De Forest Kelley)
- Burt Douglas jako porucznik
- Eddie Firestone jako Burke
- Richard H. Cutting jako Luke, zastępca Jake’a

i inni